# Canon EF 100mm

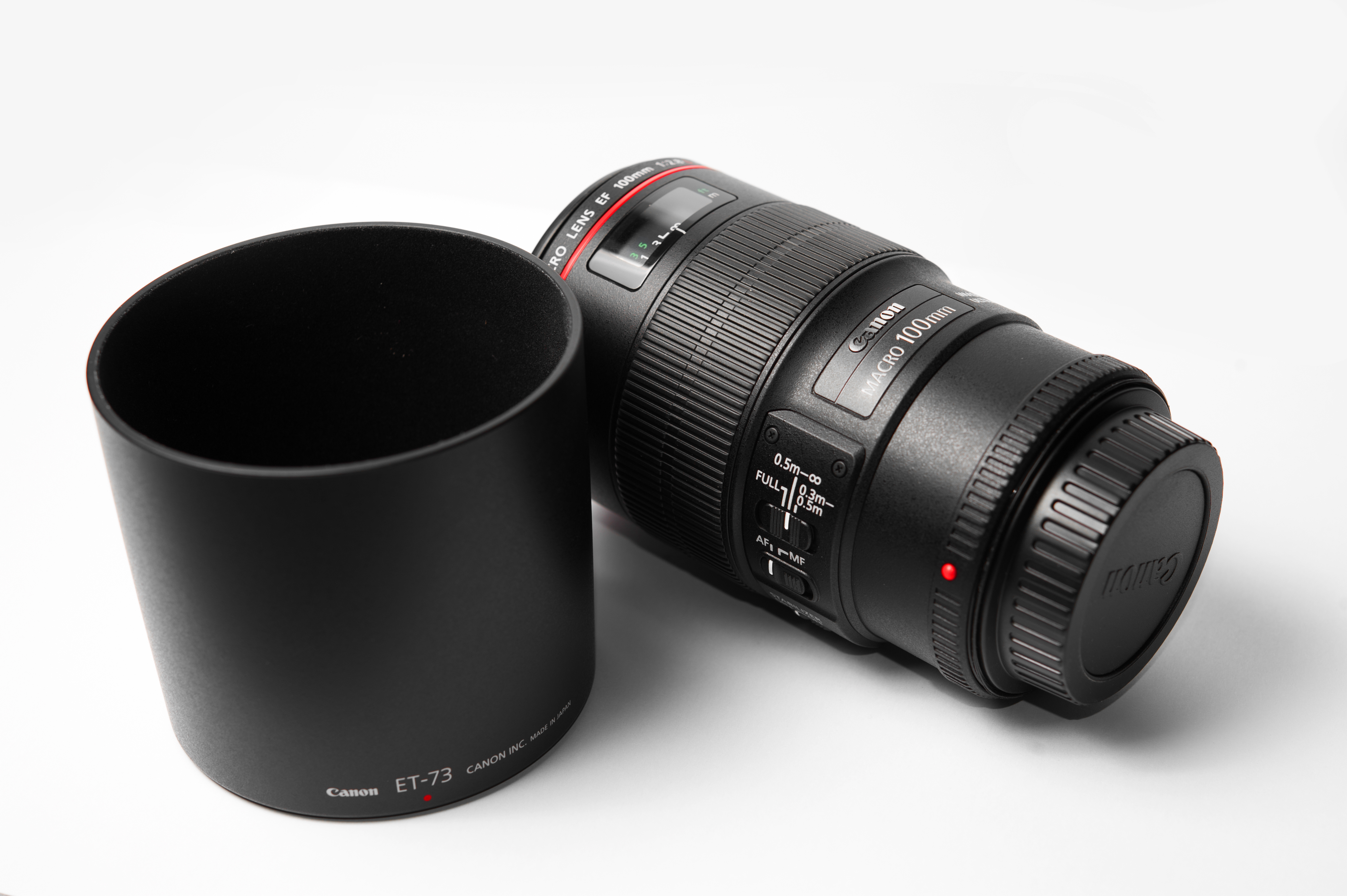
Canon EF 100 mm f/2.8L Macro USM и бленда ET-73

Canon EF 100 мм — серия макрообъективов с фиксированным фокусным расстоянием семейства Canon EF.
Один 100-мм объектив относятся к серии «L», и имеет стабилизацию изображения. Ещё один не имеет функцию макросъёмки, относится к умеренным телеобъективам и применяется в основном для портретной съёмки. Три имеют ультразвуковой привод (USM).
Существует 4 вида 100-мм объективов Canon EF:
- 100 мм f/2.8 Macro (не выпускается, заменён f/2.8 Macro USM)[1]
- 100 мм f/2.8 Macro USM[2]
- 100 мм f/2 USM[3]
- 100 мм f/2.8L Macro IS USM[4]

Учитывая кроп-фактор 1,6×, характерного для неполнокадровых матриц формата APS-C цифровых зеркальных фотоаппаратов Canon EOS, угол изображения этих объективов для таких камер будет равен углу изображения объектива с фокусным расстоянием 160 мм, установленного на полнокадровые фотоаппараты формата 135.